# Peggy Greiser

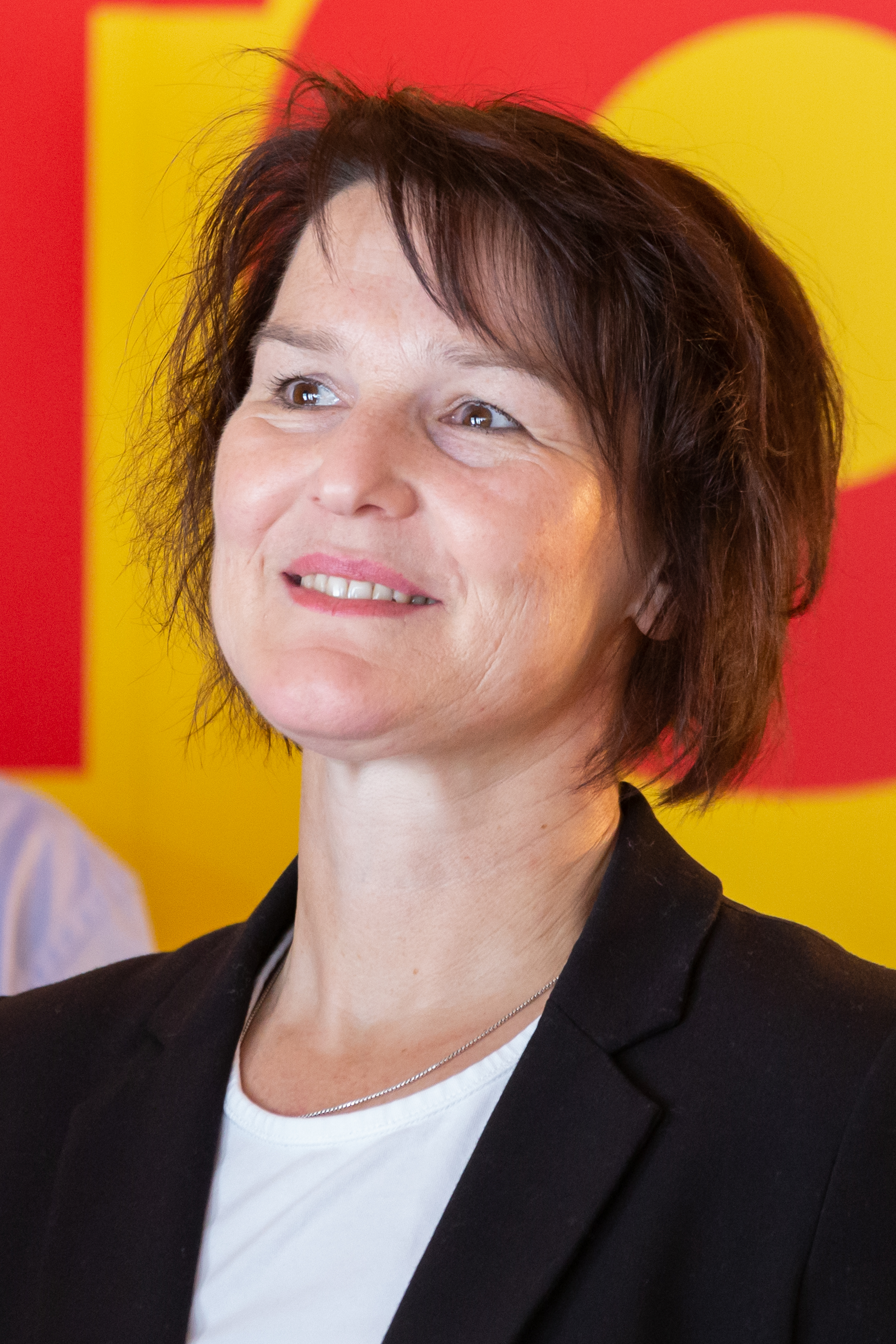
Peggy Greiser 2018

Peggy Greiser (* 12. Dezember 1970 in Suhl) ist eine deutsche Politikerin und Landrätin des Landkreises Schmalkalden-Meiningen in Thüringen.

## Leben
Von 1984 bis 1994 besuchte Greiser eine Kinder- und Jugendsportschule und anschließend einen Sportclub in Sachsen. Während ihrer leistungssportlichen Laufbahn in Sachsen lebte Greiser ein Jahr in Oberwiesenthal, danach in Altenberg im Erzgebirge. 1989 legte sie das Abitur ab und erwarb 1994 das Diplom als Sportwissenschaftlerin. Im Jahr 1995 kehrte sie nach Südthüringen zurück und arbeitete seither bei der Handwerkskammer Südthüringen mit Sitz in Suhl.

### Politische Karriere
Seit 2014 gehört sie zum Kreistag des Landkreises Schmalkalden-Meiningen und arbeitete in den Ausschüssen für Bildung, Kultur und Sport und dem Kreis- und Finanzausschuss mit. Außerdem war sie von 2015 bis 2018 die ehrenamtliche Beigeordnete des ehemaligen Landrates Peter Heimrich.
Bei den Kommunalwahlen in Thüringen 2018 kandidierte Greiser als Landratskandidatin im Landkreis Schmalkalden-Meiningen für die SPD und die Die Linke. Mit 52,8 % der abgegebenen gültigen Stimmen wurde sie am 15. April 2018 zur Landrätin des Landkreises Schmalkalden-Meiningen gewählt.
Im Jahr 2024 kandidierte Greiser erneut für das Amt der Landrätin des Landkreises Schmalkalden-Meiningen. Dabei wurde sie von der SPD unterstützt. Bei der Wahl wurde sie mit 52,5 % der gültigen Stimmen wiedergewählt.

### Privates
Greiser ist verheiratet, hat einen Sohn und lebt in Zella-Mehlis. Im Ehrenamt übt Greiser auch Tätigkeiten in drei Vereinen aus, unter anderem im Sport- und Behindertenverband des Landkreises Schmalkalden-Meiningen. Sie ist Mitglied von verschiedenen Gremien auf Landkreis-, Landes- und Bundesebene hauptsächlich in den Bereichen zur allgemeinen und beruflichen Bildung sowie zur Fachkräfteentwicklung.